# Есекибо
Есекибо (енгл. Essequibo River) је река у јужноамеричкој држави Гвајани. Тече у дужини од 1014 km и представља највећу реку између Оринока и Амазона. Извире на Акараји планинама, а улива се у Атлантски океан, естуарским ушћем. Њен слив обухвата површину од око 155.000 km², док јој је проток 2.104 m³/s.